# Grant Shapps
Grant Shapps,, né le 14 septembre 1968 à Watford (Hertfordshire), est un homme politique britannique, membre du Parti conservateur.
Shapps est député de Welwyn Hatfield de 2005 à 2024, date à laquelle il est battu par le candidat Travailliste Andrew Lewin. Il est aussi co-président du Parti conservateur du 4 septembre 2012 au 11 mai 2015 sous David Cameron.
Le 7 février 2023, il est nommé secrétaire d'État à la Sécurité énergétique et à la Neutralité carbone au sein du gouvernement de Rishi Sunak. Le 31 août suivant, il est nommé secrétaire d'État à la Défense, poste qu'il occupe jusqu'à juillet 2024.

## Biographie
Député de Welwyn Hatfield depuis 2005, il est du 13 mai 2010 au 4 septembre 2012 ministre d'État au département des Communautés et du Gouvernement local, avant de d'être ministre sans portefeuille dans le gouvernement Cameron jusqu'au 11 mai 2015 au titre de co-président de son parti. À cette date, il est nommé ministre d'État au département du Développement international mais quitte ses fonctions le 28 novembre 2015. Il obtient par ailleurs le 9 juin 2010 le titre de conseiller privé de Sa Majesté.
Du 24 juillet 2019 au 6 septembre 2022, il est secrétaire d'État aux Transports dans le gouvernement Johnson. Il est ensuite éphémèrement secrétaire d'État à l'Intérieur du 19 au 25 octobre 2022 dans le gouvernement Truss.
Du 25 octobre 2022 au 7 février 2023, il est secrétaire d'État aux Affaires, à l'Énergie et à la Stratégie industrielle au sein du gouvernement de Rishi Sunak. De février à août 2023, il est secrétaire d'État à la Sécurité énergétique et à la Neutralité carbone. Le 31 août 2023, il est nommé secrétaire d'État à la Défense.